# 架空 (雑誌)
漫画雑誌架空 （かくう）は日本の同人漫画誌。セミ書房（西野空男が主宰する同人サークル）発行。

## 概要
2006年、伝説の漫画雑誌『ガロ』に系譜されるマイナー漫画の復権を唱えて『幻燈』作家の西野空男、斎藤種魚、木下竜一らとともに発行。
2009年8月には「別冊架空～特集冬の時代～」という別冊も発刊され、2010年4月から月刊化をスタートさせている。
2010年には第14回（2010）「文化庁メディア芸術祭 マンガ部門」で西野空男は「漫画雑誌架空」で審査員推薦作品に選ばれている。
現在では不定期で16号まで発刊され、編集を漫画家・川勝徳重が引き継いでいる（2018年現在）。

## 主な執筆陣
主な執筆陣として、オカダシゲヒロ、川崎ゆきお、黒川じょん、三本美治、堀道広、斎藤潤一郎、キクチヒロノリ、川勝徳重、豊田徹也、藤宮史、香山哲、まどの一哉、鳥子悟（太田基之）、おんちみどり、うらたじゅん、甲野酉、木下竜一、斎藤種魚、屋我平勇、手栗天狗郎、非常夢遊口、かなしきじゅんこ、など。

## バックナンバー
- 架空〈01〉2006.12
- 架空〈02〉2008.04
- 架空〈03〉2010.04
- 架空〈04〉2010.05
- 架空〈05〉2010.06
- 架空〈06〉2010.07
- 架空〈07〉2010.08
- 架空〈08〉2010.09
- 架空〈09〉2010.10
- 架空〈10〉2010.11
- 架空〈11〉2010.12
- 架空〈12〉2011.01
- 架空〈13〉2012.06
- 架空〈14〉Spring 2015
- 架空〈15〉Spring 2017
- 架空〈16〉Spring 2017